# Olocausto nel Sudetenland
L'Olocausto nel Sudetenland rappresentò la fuga, l'espropriazione, la deportazione e, infine, la morte di molti dei 24 505 ebrei che vivevano nel Reichsgau Sudetenland, una regione amministrativa nazista fondata nell'ex territorio cecoslovacco annesso dopo l'accordo di Monaco dell'ottobre 1938. A causa delle violenze subite, anche durante la Notte dei Cristalli, il 90% degli ebrei aveva già lasciato la regione dalla metà del 1939. I restanti ebrei furono soggetti alla confisca delle proprietà e, in ultimo, alla deportazione. Durante gli ultimi anni della guerra, decine di migliaia di persone, ebrei e non ebrei, furono i lavoratori forzati presenti nella rete di campi di concentramento nella regione. Dopo la guerra, le comunità ebraiche dell'ex Sudetenland subirono gravi perdite a causa della discriminazione contro gli ebrei di lingua tedesca sotto il governo cecoslovacco del dopoguerra, ma furono parzialmente reintegrate dagli arrivi dalla Rutenia.

## Contesto storico

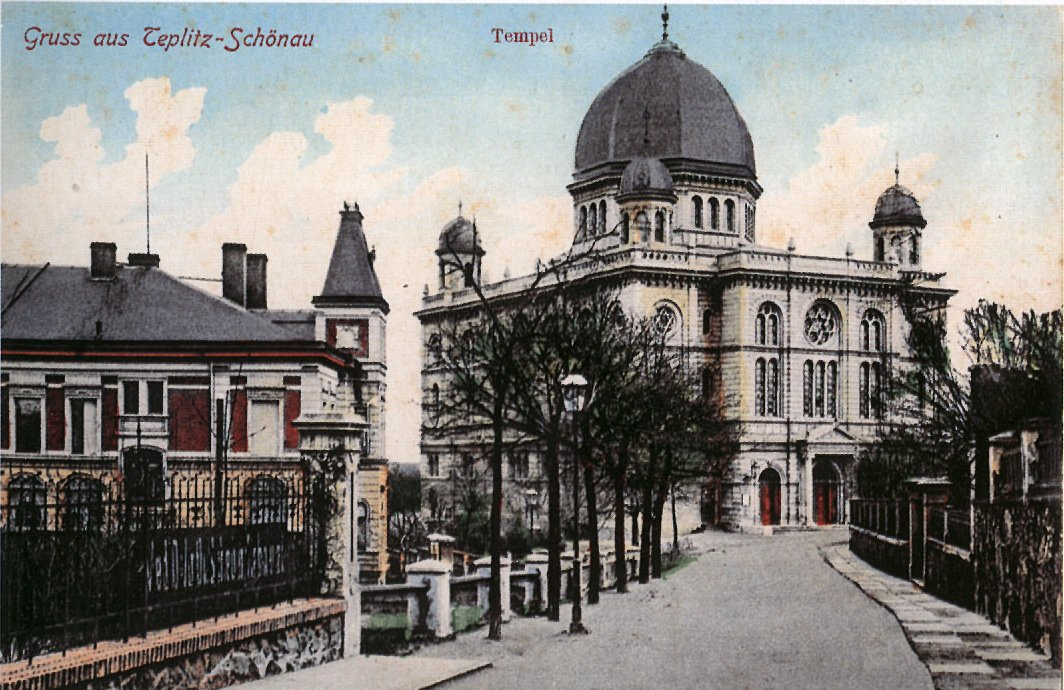
La sinagoga di Teplitz-Schönau (Teplice), la più grande comunità ebraica dei Sudeti, distrutta durante la Notte dei Cristalli.

Prima del 1918, le zone a maggioranza tedesca delle terre ceche facevano parte dell'impero austro-ungarico. Nel diciannovesimo secolo, la rinascita del nazionalismo ceco si agitò per l'autonomia della maggioranza di lingua ceca.
Dopo la prima guerra mondiale, nella regione del Sudetenland, fu negato un sondaggio per determinare il futuro della maggioranza tedesca. Anche se la maggior parte dei tedeschi avrebbe preferito l'unione con la Germania, divennero parte del nuovo stato della Cecoslovacchia. La popolazione ebraica nella regione diminuì a causa dell'emigrazione e del basso tasso di natalità. Nel 1930, la popolazione ebraica dell'area era di 29 045 persone, di cui 24 505 in quella che sarebbe stata la regione amministrativa nazista del Reichsgau Sudetenland. Le più grandi comunità ebraiche erano presenti a Teplitz-Schönau (Teplice, 3 213 ebrei, 10% della popolazione), Karlsbad (Karlovy Vary, 2 115 ebrei, 9%) e Reichenberg (Liberec, 1 392 ebrei, 3,6%).
Gli ebrei del Sudetenland erano piccoli uomini d'affari e professionisti, ma anche ricchi industriali come la famiglia Petschek. Mentre alcuni dichiararono la nazionalità ebraica, quasi tutti parlavano tedesco come prima lingua e la maggior parte si considerò tedesca.
Insoddisfatti del loro status di minoranza, nonostante i diritti delle minoranze relativamente generosi, i tedeschi in Cecoslovacchia avviarono un movimento per una maggiore autonomia nazionale. La rinascita del nazionalismo etnico basato sull'idea di Volksgemeinschaft ("comunità popolare") portò a un aumento dell'antisemitismo poiché gli ebrei non furono considerati membri della comunità nazionale.
Le difficoltà economiche a metà degli anni '30 portarono ad un aumento del sostegno al Partito Tedesco dei Sudeti (SdP) di Konrad Henlein, partito filonazista che si oppose al liberalismo, alla democrazia, agli slavi e agli ebrei. Finanziato dal partito nazista, vinse i due terzi dei voti tedeschi nelle elezioni parlamentari cecoslovacche del 1935 e circa il 90% alle elezioni locali cecoslovacche del 1938. Prima del 1938, l'SdP sottolineò il conflitto tra il nazionalismo ceco e quello tedesco piuttosto che l'antisemitismo.

## Annessione

Spartizione della Cecoslovacchia nel 1938 e nel 1939.

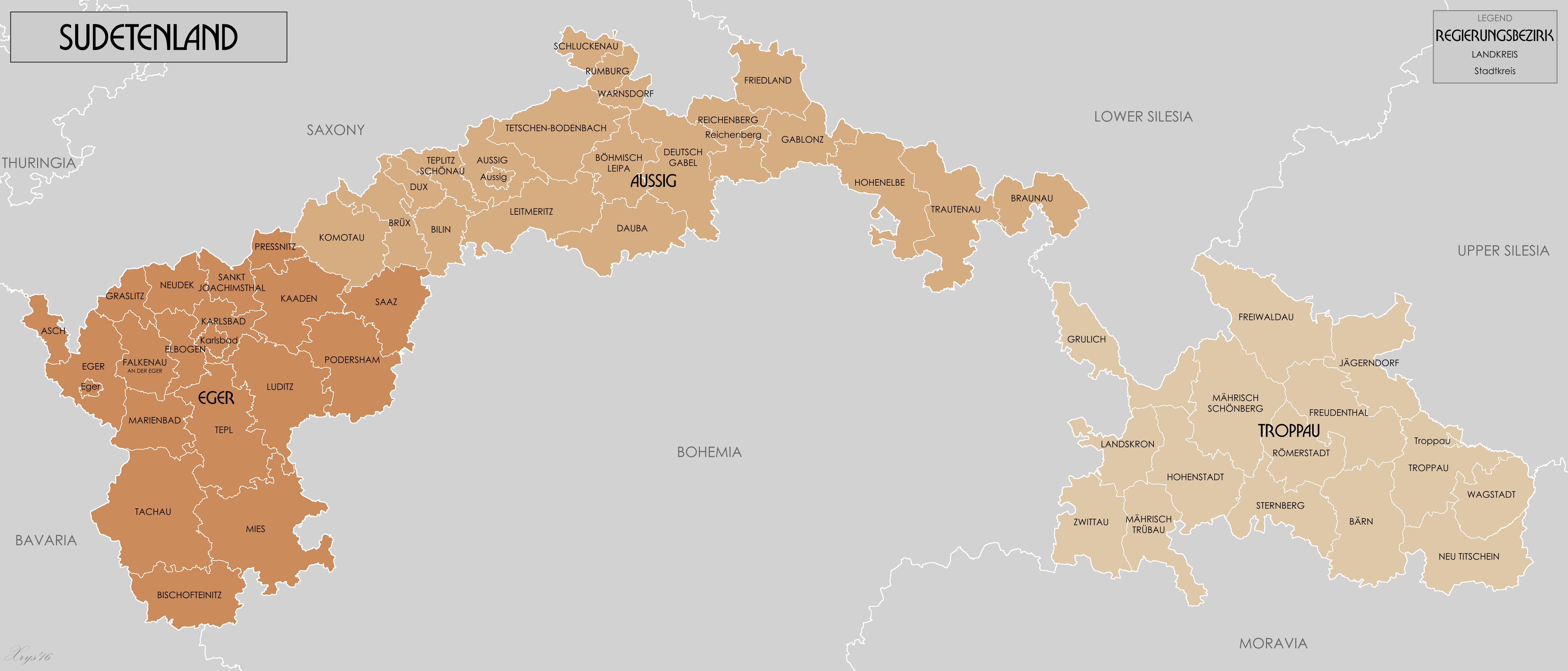
Il Reichsgau Sudetenland fu fondato su parte del territorio annesso alla Germania nel 1938.

Nel settembre 1938, Henlein formò i Sudetendeutsches Freikorps per guidare la guerriglia contro la Cecoslovacchia. Le aziende di proprietà degli ebrei e cechi nel Sudetenland, in particolare Eger (Cheb), Karlsbad e Asch (Aš), furono attaccate dai manifestanti che chiedevano l'unione con la Germania. Le forze di Heinlein imprigionarono 17 ebrei a Marienbad, poi liberati dalle forze cecoslovacche. Ci furono anche minacce di morte contro ebrei importanti come Emil Margulies di Leitmeritz (Litoměřice). Molti ebrei e cechi sfuggirono alla violenza: Warnsdorf (Varnsdorf) e Komotau (Chomutov), che contava centinaia di residenti ebrei come risulta nel censimento del 1930, furono dichiarati Judenfrei prima della fine di settembre. A Karlsbad, 2 000 ebrei su 3 000 fuggirono a Praga. A causa della violenza contro gli ebrei austriaci dopo l'annessione tedesca nel marzo 1938, gli ebrei dei Sudeti erano diventati consapevoli dei pericoli del dominio nazista.
Il 30 settembre 1938, l'accordo di Monaco fu firmato senza la partecipazione della Cecoslovacchia, cedendo il Sudetenland alla Germania nazista. Tra il 1° e il 10 ottobre, l'esercito cecoslovacco si ritirò. La Wehrmacht, accolta dalla maggior parte dei tedeschi come liberatori, istituì temporaneamente un'amministrazione militare, mentre Henlein fu nominato Reichskommissar. Tra la partenza delle autorità cecoslovacche e l'arrivo di quelle tedesche, i sostenitori dell'SdP e del Freikorps scatenarono un "terrore sfrenato" con atti di violenza e vandalismo contro ebrei e cechi; le imprese ebraiche, specialmente ad Aussig (Ústí nad Labem) - furono nuovamente prese di mira.
Sulla scia della forza d'invasione tedesca, seguirono le unità Einsatzgruppen, diventate il principale strumento di repressione nazista come accaduto dopo l'Anschluss, seguendo degli elenchi di antinazisti già elaborati dal Sicherheitsdienst. L'ufficio della Gestapo a Eger segnalò 971 arresti entro il 14 ottobre e l'ufficio di Karlsbad segnalò 1 157 arresti entro il 7 novembre. Sebbene gli ebrei non fossero esplicitamente presi di mira come gruppo, molti furono arrestati come criminali politici. Molte delle persone arrestate (10 000 all'inizio del 1939) furono trattenute nei centri di detenzione del Sudetenland, mentre altre migliaia furono deportate nei campi di concentramento in Germania.
Molti ebrei che non erano ancora fuggiti, spesso anziani o con beni significativi che non desideravano abbandonare, furono raggiunti dalla Gestapo poco dopo l'invasione tedesca e costretti a firmare dei documenti con la promessa di partire entro sei giorni. Le autorità furono incoraggiate a perquisire la residenza di tutti gli ebrei alla ricerca di "materiale sovversivo" e "merce rubata". Molti ebrei fuggirono con nient'altro che gli oggetti di valore personali e talvolta con le macchine delle fabbriche di loro proprietà. Le autorità tedesche cercarono di utilizzare i rifugiati, che per lo più fuggivano nello stato cecoslovacco, per destabilizzare lo stato e aumentare l'antisemitismo tra i cechi. Alcuni rifugiati furono respinti dalle autorità cecoslovacche e dovettero attendere la risoluzione dei loro casi, nonostante l'accordo di Monaco li autorizzasse a mantenere la cittadinanza cecoslovacca.

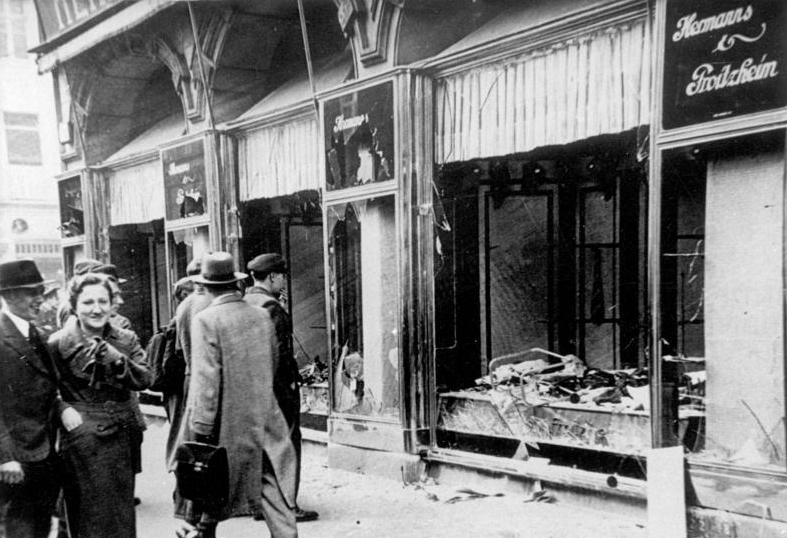
Distruzione dei negozi di Magdeburgo dopo la Notte dei Cristalli.

Durante la Notte dei Cristalli, sia ebrei che cechi furono attaccati e i loro negozi perquisiti. La maggior parte delle sinagoghe furono distrutte, comprese quelle di Teplitz-Schönau, Reichenberg, Troppau (Oprava), Jägerndorf (Krnov), Falkenau (Sokolov) e Brüx (Most); altre, come quelle di Aussig e Tetchen (Děčín), furono danneggiate con vetri rotti. Il costo della demolizione delle sinagoghe danneggiate irreparabilmente venne addebitato alle comunità ebraiche.
Gli autori inclusero i membri del SdP, delle SS, delle SA e i tedeschi locali. Il numero degli ebrei che furono uccisi è sconosciuto. Sulla scia dei pogrom, altri ebrei furono arrestati, detenuti in campi temporanei o deportati nel Reich. Almeno 12 000 ebrei fuggirono dalla regione all'inizio di novembre. Nel maggio 1939 solo 2 363 "ebrei a pieno titolo", cioè il 10% della popolazione prebellica, rimasero nel Reichsgau, insieme a 2 183 Mischlinge di primo grado e 1396 Mischlinge di secondo grado. Nonostante gli ostacoli all'emigrazione, più della metà degli ebrei fuggiti dal Sudetenland alla fine emigrò all'estero.
Il 14 marzo 1939, lo Stato slovacco dichiarò l'indipendenza con il sostegno della Germania: realizzando i piani stabiliti dall'ottobre 1938, la Germania invase lo stato ceco, istituendo il Protettorato di Boemia e Moravia con la maggior parte dei profughi caduta quindi sotto il dominio nazista. Coloro che non riuscirono ad emigrare furono deportati dal Protettorato, soprattutto con i primi trasporti al Ghetto di Łódź. Un mese dopo, Adolf Hitler firmò un editto che istituiva il Reichsgau Sudetenland, comprendente la parte settentrionale delle terre annesse dalla Germania nel 1938. Altre aree furono annesse alle esistenti regioni amministrative naziste tedesche, tra cui la Bassa Baviera, l'Oppeln (in Alta Slesia ) ed altre ex aree austriache.

## Arianizzazione

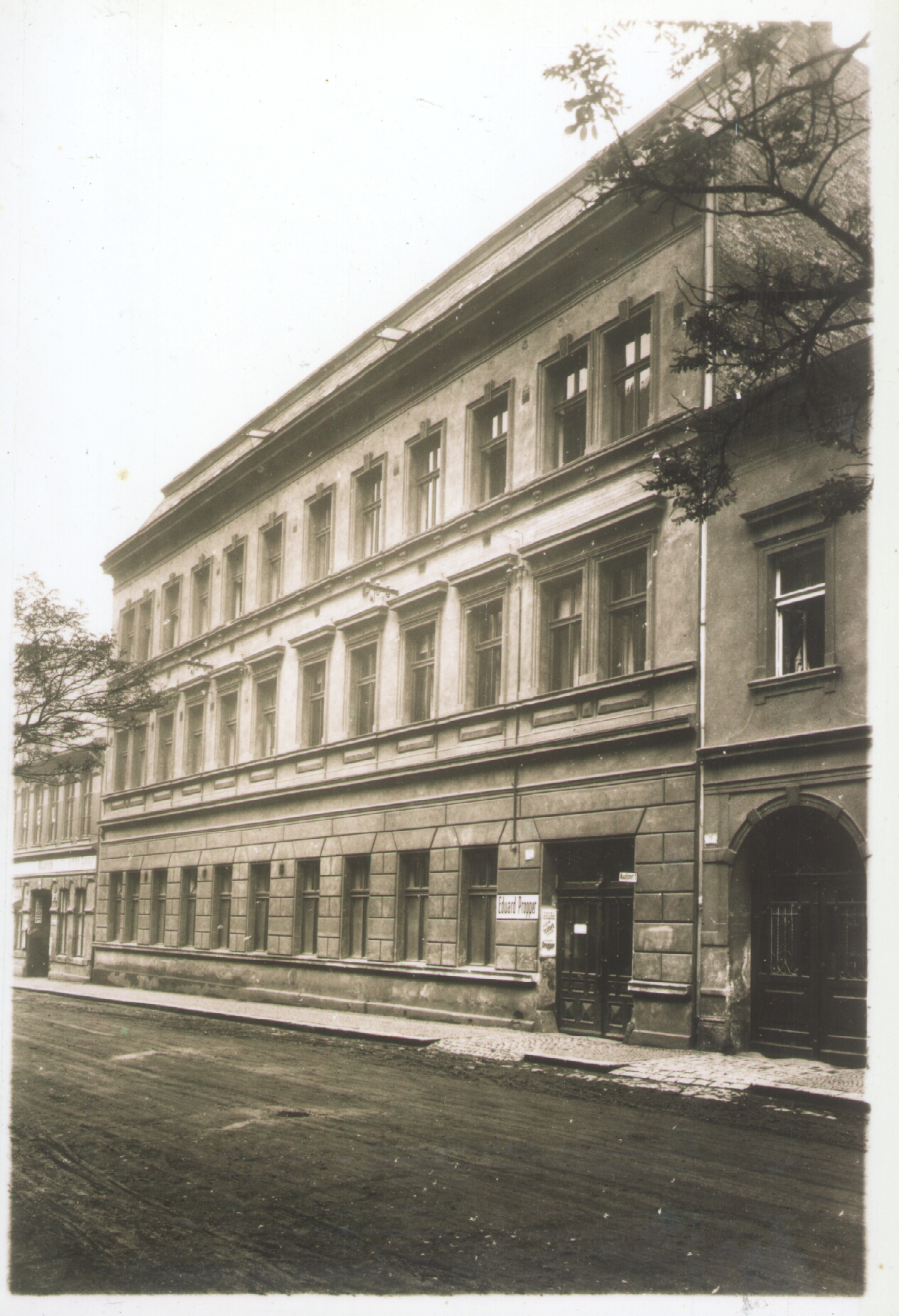
Fabbrica di proprietà ebraica a Teplitz-Schönau.

Il 14 ottobre 1938 Hermann Göring emanò l'editto per l'arianizzazione della proprietà ebraica, che fu esteso all'intero Reich, compreso il Sudetenland appena annesso. In poche settimane, agli ebrei fu proibito di alzare la bandiera tedesca, di lavorare come giornalisti e di gestire negozi al dettaglio. Dopo la Notte dei Cristalli, furono tenuti a pagare una tassa del 20% su tutti i beni e, a dicembre, le leggi di Norimberga furono estese al Sudetenland. Gli ebrei dovettero dichiarare i loro beni entro il 31 gennaio 1939. Nel 1930, gli ebrei erano proprietari da quattro a cinquemila attività commerciali nel Sudetenland, fornendo lavoro a molti residenti nella regione. Gli ebrei in fuga ne abbandonarono centinaia, furono immediatamente rilevate dalle autorità e poi cedute a nuovi proprietari: questa transizione causò un notevole caos; a Teplitz-Schönau, dove gli ebrei possedevano 89 delle 213 attività commerciali, 200 negozi erano vuoti e il lavoro nella maggior parte delle attività espropriate fu cessato.
L'arianizzazione fu caratterizzata dal conflitto tra i tedeschi locali del Sudetenland e il Ministero dell'Economia del Reich: il primo voleva preservare i posti di lavoro nelle fabbriche di proprietà ebraica, mentre il secondo cercava di utilizzare l'arianizzazione per sfruttare l'economia del Sudetenland per la produzione bellica. Di conseguenza, i tedeschi locali poterono per lo più arianizzare le fabbriche nei settori tessile e alimentare, per lo più obsolete, mentre i tedeschi furono invitati a rilevare le fabbriche nelle industrie più importanti per lo sforzo bellico. Questo risultato alimentò il risentimento nei confronti dei tedeschi del Sudetenland, che sperarono di raccogliere i profitti delle espropriazioni, cosa che consideravano solo una ricompensa per le sofferenze percepite sotto il governo cecoslovacco. Nonostante la loro delusione, i tedeschi del Sudetenland beneficiarono dell'arianizzazione, che aveva accelerato la loro diffusa partecipazione al governo locale. L'annessione totale della regione al Reich e la fuga della popolazione ebraica permisero al processo di svolgersi più rapidamente che altrove, e fu per lo più completato entro la fine del 1939. L'importo totale di denaro ottenuto dall'arianizzazione era stimato a 1 miliardo di Reichsmark, per un valore di circa 250 milioni di dollari dell'epoca.

## Lavoro forzato
Nel 1939, gli ebrei di età superiore ai 14 anni furono impiegati nel lavoro forzato, anche se il loro numero non fu sufficiente per arginare la carenza di manodopera locale. A causa del basso numero di persone, nel Sudetenland non fu allestito un solo campo di lavoro forzato per gli ebrei locali, nonostante gli estesi sistemi che esistevano altrove. Lo sfruttamento del lavoro forzato degli ebrei non tedeschi da parte dell'Organizzazione Schmelt divenne un importante centro di profitto per le SS. All'inizio del 1943, diciannove dei 177 campi Schmelt si trovavano nel Sudetenland; i detenuti furono alloggiati in condizioni simili a quelle dei campi di concentramento. Alla fine del 1942, più di mille donne ebree furono impiegate nell'industria tessile a Kreis Trautenau. A Postelberg, vicino a Saatz, esisteva un campo di lavoro forzato dal 1943 al 1945 e nel dicembre 1944 due campi di lavoro forzato furono allestiti vicino a Komotau. Entrambi i campi ospitavano uomini ebrei di Praga protetti dalla deportazione da matrimoni misti, i mariti non ebrei di donne ebree del Protettorato e Mischlinge del Protettorato.

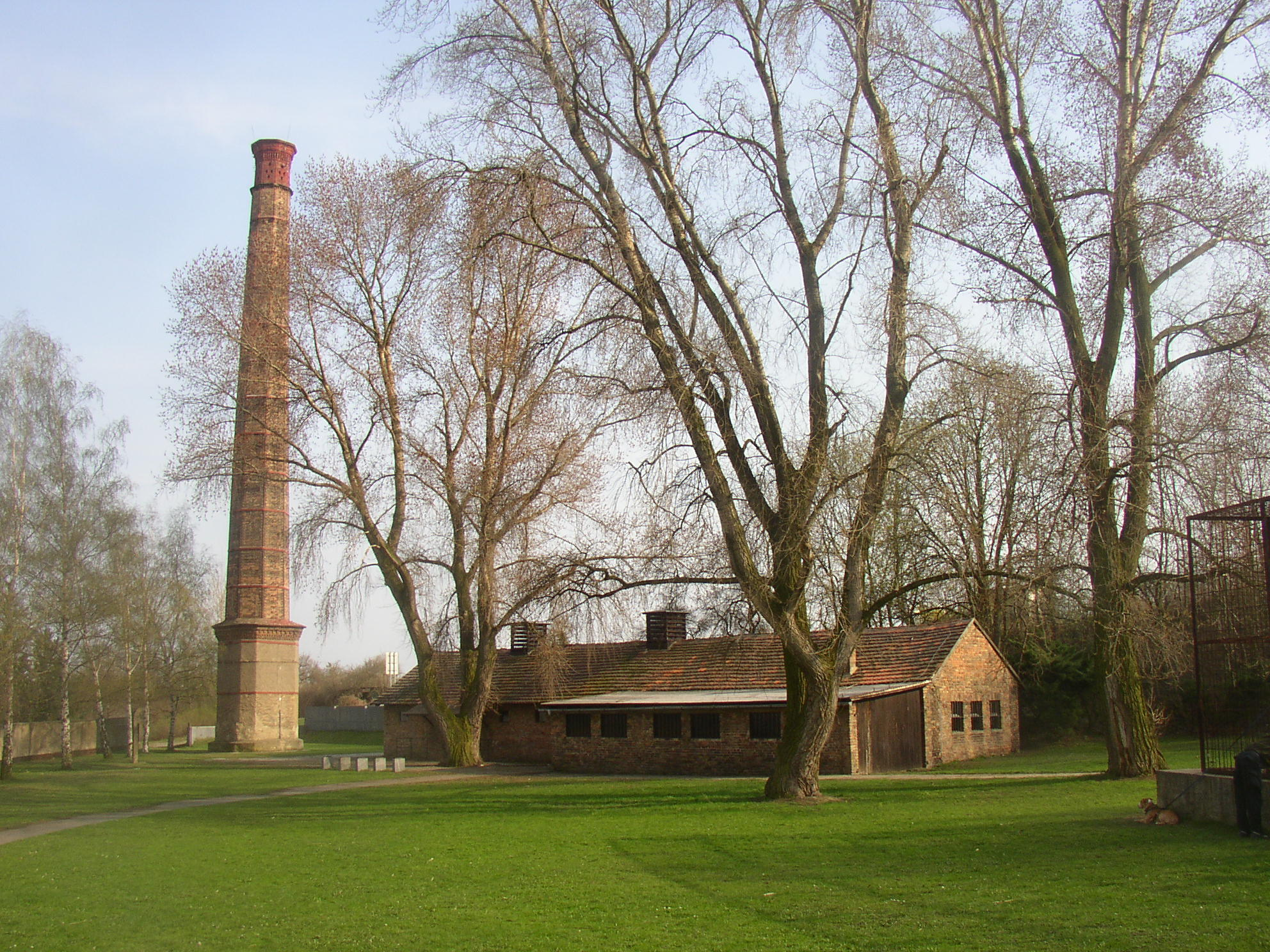
Ex crematorio del campo di concentramento di Leitmeritz.

Nel 1942 furono istituiti i primi sottocampi di Flossenbürg, Ravensbrück e Gross-Rosen, molti dei quali derivarono dal sistema dell'Organizzazione Schmelt. Il sistema fu notevolmente ampliato alla fine del 1944 perché la regione del Sudetenland fu una delle ultime aree a essere relativamente al sicuro dai bombardamenti alleati e quindi favorita per il trasferimento dell'industria bellica. In particolare, fu sede di molti dei sottocampi di Flossenbürg, che a sua volta era appena oltre il confine prebellico nell'Alto Palatinato di Baviera. Uno dei più grandi sottocampi nel Sudetenland era Leitmeritz, un sottocampo di Flossenbürg organizzato dal Jägerstab (personale da combattimento) per la produzione di aerei e di altri armamenti: conteneva circa 18 000 prigionieri (di cui 3 600 ebrei), 4500 dei quali morirono. Sette sottocampi femminili di Gross-Rosen nel Sudetenland contenevano 4 000 donne ebree.
Migliaia di ebrei arrivarono in questi campi nell'ultimo anno di guerra, sia ebrei ungheresi deportati durante l'estate del 1944 che altri ebrei dai trasporti di evacuazione da Auschwitz, Gross-Rosen e altri campi di concentramento nel 1945. Nelle ultime settimane di guerra si svolsero molte marce della morte nella Boemia settentrionale, consegnando complessivamente 12 829 prigionieri a Theresienstadt dalla metà di aprile.

## Deportazione
Il 10 maggio 1939 fu approvata una legge per incoraggiare i proprietari a sfrattare gli inquilini ebrei. Nello stesso anno, fu istituito il sistema di "Judenhäuser" (lett.  "case degli ebrei") e alla fine esteso alla maggior parte delle città, anche di pochi ebrei. Circa 100 ebrei di Aussig furono costretti a stabilirsi nel castello di Schönwald e dozzine di ebrei del Landkreis di Leitmeritz (Litoměřice) furono trasferiti al castello di Dlaschkowitz. Come nell'Antico Reich, alla fine del 1939 gli ebrei dovettero usare i nomi "Israele" o "Sarah", e dal 1 settembre 1941 gli ebrei dovettero indossare la stella gialla. Molti ebrei tentarono di sovvertire queste misure, sia chiedendo un'eccezione, sia coprendo la stella. Agli ebrei fu vietato di viaggiare sui treni per limitare i loro movimenti e ai bambini ebrei fu vietato l'accesso alle scuole. Anche i coniugi ariani nei matrimoni misti subito delle discriminazioni.
Nel giugno 1940 c'erano 1 886 ebrei nel Reichsgau e nell'aprile 1942 questo era ulteriormente sceso a 1614. La deportazione iniziò il 13 luglio 1942 con un trasporto da Aussig, più tardi che altrove nel Reich. Tra luglio e febbraio dell'anno successivo, 400 persone furono deportate direttamente nei campi di sterminio dell'Europa orientale. La seconda ondata di trasporti deportò altre 460 persone nel ghetto di Theresienstadt, dal 13 novembre 1942 fino alla fine del 1944. Entro il 1º gennaio 1945, 382 ebrei rimasero nel Reichsgau Sudetenland: 53 in non-matrimoni misti privilegiati, 275 in matrimoni misti privilegiati, 52 Geltungsjuden, e due ebrei con cittadinanza straniera. A partire dal gennaio 1945, l'Ufficio Centrale per la Sicurezza del Reich pianificò la deportazione di questi ebrei; 157 furono deportati a Theresienstadt tra il 6 febbraio e il 7 marzo. Dei 612 ebrei deportati a Theresienstadt in totale, 366 morirono e 246 sopravvissero. Dei morti, 85 furono uccisi ad Auschwitz-Birkenau, due a Bergen-Belsen e una persona nel campo di sterminio di Treblinka.

## Conseguenze
Sebbene la legge cecoslovacca del dopoguerra ritenesse non valide tutte le transazioni di arianizzazione, i sopravvissuti ebrei incontrarono molte difficoltà nel riacquistare le loro proprietà. Il Partito Comunista Cecoslovacco si oppose alla restituzione, preferendo invece nazionalizzare le imprese. Coloro che avevano dichiarato la nazionalità tedesca nel censimento del 1930 furono privati della cittadinanza e dovettero farne richiesta nuovamente; nel frattempo, erano completamente ineleggibili per la restituzione o qualsiasi beneficio sociale, lasciando molti impantanati nella povertà.

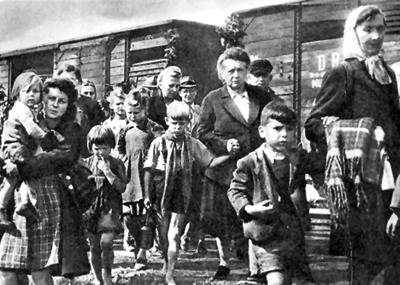
I tedeschi dei Sudeti vengono deportati dalla Cecoslovacchia dopo la guerra.

Circa il 90% dei tre milioni di tedeschi dalle terre ceche furono deportati durante l'espulsione dei tedeschi dalla Cecoslovacchia. Anche gli ebrei che avevano perso la cittadinanza dovevano essere espulsi come tedeschi. A causa della discriminazione sia ufficiale che non ufficiale, migliaia di ebrei chiesero di lasciare il paese volontariamente. La deportazione degli ebrei fu bruscamente interrotta nel settembre 1946 a causa della copertura mediatica sfavorevole e delle obiezioni del governatore militare della zona di occupazione americana della Germania.
(Memorandum dell'aprile 1946 delle comunità ebraiche di Komotau e Saaz (Žatec))
Le comunità ebraiche dell'ex Sudetenland furono ripopolate da alcuni degli 8 000 ebrei della Rutenia, parte della Cecoslovacchia prima del 1939, fu annessa all'Ucraina sovietica nel 1945. Gli ebrei dei Carpazi, che rappresentavano il 40% dei la popolazione ebraica del dopoguerra in Boemia, era numericamente dominante. Religiosamente, tendevano ad essere ebrei ortodossi in contrasto con gli ebrei tedeschi che favorivano il giudaismo riformato e tendevano a tenere servizi separati.

### Libri
- (EN) Michael J. Bazyler, Kathryn Lee Boyd, Kristen L. Nelson e Rajika L. Shah, Czech Republic, in Searching for Justice after the Holocaust: Fulfilling the Terezin Declaration and Immovable Property Restitution, New York, Oxford University Press, 2019,  pp. 103-116, ISBN 978-0-19-092306-8.
- (EN) Daniel Blatman, The Death Marches, Cambridge, Harvard University Press, 2011, ISBN 9780674059191.
- (EN) Kateřina Čapková, Dilemmas of Minority Politics: Jewish Migrants in Postwar Czechoslovakia and Poland, in Françoise S. Ouzan e Manfred Gerstenfeld (a cura di), Postwar Jewish Displacement and Rebirth: 1945-1967, Leiden, Boston, Brill, 2014,  pp. 63-75, ISBN 978-90-04-27777-9.
- (EN) Giovanni Capoccia, Defending Democracy: Reactions to Extremism in Interwar Europe, Baltimore, Johns Hopkins University Press, 2005, ISBN 978-0-8018-8038-4.
- Foreign Claims Settlement Commission, Foreign Claims Settlement Commission of the United States: Decisions and Annotations, Washington, U.S. Government Printing Office, 1968, OCLC 1041397012.
- (EN) David W. Gerlach, The Economy of Ethnic Cleansing: The Transformation of the German-Czech Borderlands after World War II, Cambridge, Cambridge University Press, 2017, ISBN 978-1-107-19619-3.
- (EN) Wolf Gruner, Protectorate of Bohemia and Moravia, in Wolf Gruner e Jörg Osterloh (a cura di), The Greater German Reich and the Jews: Nazi Persecution Policies in the Annexed Territories 1935–1945, War and Genocide, traduzione di Bernard Heise, New York, Berghahn Books, 2015,  pp. 99-135, ISBN 978-1-78238-444-1.
- Wolf Gruner, The Holocaust in Bohemia and Moravia: Czech Initiatives, German Policies, Jewish Responses, Berghahn Books, 2019, ISBN 978-1-78920-285-4.
- (DE) Maria van der Heydt, "Wer fährt denn gerne mit dem Judenstern in der Straßenbahn?" Die Ambivalenz des "geltungsjüdischen" Alltags 1941 bis 1945 (The Ambivalence of the Everyday Life of "Geltungsjuden" from 1941 to 1945), in Andrea Löw, Doris L. Bergen e Anna Hájková (a cura di), Alltag im Holocaust: Jüdisches Leben im Großdeutschen Reich 1941-1945 (Everyday Life during the Holocaust: Jewish Lives in the Greater German Reich, 1941–1945), Berlino, Walter de Gruyter GmbH, 2014,  pp. 65-79, ISBN 978-3-486-73567-3.
- (EN) Franz S. Z. Horváth, Minorities into Majorities: Sudeten German and Transylvanian Hungarian Political Elites as Actors of Revisionism before and during the Second World War, in Marina Cattaruzza, Stefan Dyroff e Dieter Langewiesche (a cura di), Territorial Revisionism and the Allies of Germany in the Second World War: Goals, Expectations, Practices, Berghahn Books, 2013,  pp. 30-55, ISBN 978-1-299-77730-9.
- (EN) Jörg Osterloh, Sudetenland, in Wolf Gruner e Jörg Osterloh (a cura di), The Greater German Reich and the Jews: Nazi Persecution Policies in the Annexed Territories 1935–1945, War and Genocide, traduzione di Bernard Heise, New York, Berghahn Books, 2015,  pp. 68-98, ISBN 978-1-78238-444-1.

### Pubblicazioni
- Bruno Blau, The Jewish Population of Germany 1939-1945, in Jewish Social Studies, vol. 12, n. 2, 1950,  pp. 161-172, ISSN 0021-6704 (WC · ACNP), JSTOR 4464869.
- (EN) Kateřina Čapková, Between Expulsion and Rescue: The Transports for German-speaking Jews of Czechoslovakia in 1946, in Holocaust and Genocide Studies, vol. 32, n. 1, 2018,  pp. 66-92, DOI:10.1093/hgs/dcy005, ISSN 8756-6583 (WC · ACNP).
- Michal Frankl, Prejudiced Asylum: Czechoslovak Refugee Policy, 1918–60, in Journal of Contemporary History, vol. 49, n. 3, 2014,  pp. 537-555, DOI:10.1177/0022009414528260, ISSN 1461-7250 (WC · ACNP).
- (DE) Ludomír Kocourek, Das Schicksal der Juden im Sudetengau im Licht der erhaltenen Quellen (The Fate of the Jews in Sudetengau in Light of the Surviving Sources), in Theresienstädter Studien und Dokumente, n. 4, 1997,  pp. 86-104.

### Enciclopedia dei campi e dei ghetti
- Todd Huebner, Early Camps, Youth Camps, and Concentration Camps and Subcamps under the SS-Business Administration Main Office (WVHA), in Geoffrey P. Megargee (a cura di), Encyclopedia of Camps and Ghettos, 1933–1945, vol. 1, Bloomington, United States Holocaust Memorial Museum, 2009,  pp. 560-565, ISBN 978-0-253-35328-3.
- Ulrich Fritz, Early Camps, Youth Camps, and Concentration Camps and Subcamps under the SS-Business Administration Main Office (WVHA), in Geoffrey P. Megargee (a cura di), Encyclopedia of Camps and Ghettos, 1933–1945, traduzione di Stephen Pallavicini, vol. 1, Bloomington, United States Holocaust Memorial Museum, 2009,  pp. 567-569, ISBN 978-0-253-35328-3.
- Evelyn Zegenhagen, Early Camps, Youth Camps, and Concentration Camps and Subcamps under the SS-Business Administration Main Office (WVHA), in Geoffrey P. Megargee (a cura di), Encyclopedia of Camps and Ghettos, 1933–1945, traduzione di Stephen Pallavicini, vol. 1, Bloomington, United States Holocaust Memorial Museum, 2009,  pp. 699-701, ISBN 978-0-253-35328-3.

### Approfondimenti
- (DE) Alfons Adam, "Die Arbeiterfrage soll mit Hilfe von KZ-Häftlingen gelöst werden": Zwangsarbeit in KZ-Außenlagern auf dem Gebiet der heutigen Tschechischen Republik ("The labor question should be solved with the help of concentration camp prisoners": Forced labor in the subcamps on the territory of what is now the Czech Republic), Metropol-Verlag, 2013, ISBN 978-3-86331-083-7.
- (FR) Paul Lowy, La destruction des communautés juives des Sudètes. L’exemple de Teplitz-Schönau, in Revue d'Histoire de la Shoah, vol. 199, n. 2, Cairn, 2013,  p. 411, DOI:10.3917/rhsho.199.0411, ISSN 2111-885X (WC · ACNP).
- (DE) Jörg Osterloh, Nationalsozialistische Judenverfolgung im Reichsgau Sudetenland 1938–1945 (The Nazi Persecution of Jews in Reichsgau Sudetenland, 1938–1945), Munich, Oldenbourg Wissenschaftsverlag, 2006, ISBN 978-3-486-57980-2.
  - (CS) Jörg Osterloh, Nacionálněsocialistické pronásledování Židů v říšské župě Sudety v letech 1938-1945 (The Nazi Persecution of Jews in the Sudetenland, 1938–1945), Argo, 2010, ISBN 978-80-257-0213-0.
- (DE) Volker Zimmermann, Die Sudetendeutschen im NS-Staat: Politik und Stimmung der Bevölkerung im Reichsgau Sudetenland (1938-1945) (The Sudeten Germans in the Nazi State: Politics and Mood of the Population of Reichsgau Sudetenland (1938–1945)), Essen, Klartext, 1999, ISBN 978-3-88474-770-4.